# Ranunculus multifidus
Ranunculus multifidus är en ranunkelväxtart som beskrevs av Peter Forsskål. Ranunculus multifidus ingår i släktet ranunkler, och familjen ranunkelväxter. Inga underarter finns listade i Catalogue of Life.